# Chimes of Freedom
Chimes of Freedom je naziv koncertnog EP-a Brucea Springsteena iz 1988. Objavljen je kao potpora multi-glazbeničkoj turneji Human Rights Now! za Amnesty International. Ova turneja najavljena je potkraj prvog Springsteenova radio showa u Stockholmu 3. srpnja 1988., nakon čega je izvedena pjesma Boba Dylana "Chimes of Freedom".
Druge pjesme snimljene su na ranijim američkim postajama turneje Tunnel of Love Express Springsteena i E Street Banda iz 1988. na kojoj su nastupali i The Miami Horns. Najpoznatija je akustična izvedba "Born to Run", jedan od šokova za obožavatelje na turneji. "Be True" je bila B-strana iz 1980. koja je izenesena na vidjelo te postala druga od tri pjesme u emisiji.
U originalnom izdanju, "Chimes of Freedom" je skraćen zbog duljine; na nekim kasnijim CD reizdanjima album se pojavio u punoj duljini.

## Popis pjesama
Tekstovi i glazba: Bruce Springsteen. 
| Br. | Skladba                                | Datum i mjesto snimanja                                | Trajanje |
| --- | -------------------------------------- | ------------------------------------------------------ | -------- |
| 1.  | »Tougher Than the Rest«                | 27. travnja 1988. u Los Angeles Memorial Sports Areni. | 6:39     |
| 2.  | »Be True«                              | 28. ožujka 1988. u Joe Louis Areni u Detroitu.         | 4:48     |
| 3.  | »Chimes of Freedom« (autor: Bob Dylan) | 3. srpnja 1988. na Olimpijskom stadionu u Stockholmu.  | 7:21     |
| 4.  | »Born to Run«                          | 27. travnja 1988. u Los Angeles Memorial Sports Areni. | 5:23     |

## Popis izvođača

#### E Street Band
- Roy Bittan – sintesajzer, klavir
- Clarence Clemons – saksofon, perkusije
- Danny Federici – orgulje
- Nils Lofgren – gitara
- Patti Scialfa – vokali, gitara
- Bruce Springsteen – vokali, gitara, harmonika
- Garry Tallent – bas
- Max Weinberg – bubnjevi

#### The Miami Horns
- Mario Cruz – saksofon
- Eddie Manion – saksofon
- Mark Pender – truba
- Richie "La Bamba" Rosenberg – trombon
- Mike Spengler – truba